# A szerelem nem szégyen
A szerelem nem szégyen 1940-ben bemutatott fekete-fehér magyar filmvígjáték Ráthonyi Ákos rendezésében.

## Cselekmény
|  | Alább a cselekmény részletei következnek! |

Az elszegényedett gróf Kátay Kázmér rangja miatt nem tud álláshoz jutni, ezért öngyilkosságra készül. Búcsúlevél írása közben egy kávémérésben ismerkedik meg Pepivel, az életvidám, jólelkű tengerésszel, aki befogadja az uszályhajójára. Kázmér újra reménykedni kezd, vízbe dobja búcsúlevelét, s közben egy fuldokló nőt pillant meg. Utána ugrik és kimenti sorstársát, Suzanne-t, a francia nevelőnőt, aki szintén a nyomora miatt akart végezni életével. Hármasban élnek a hajón. A fiatalok egymásba szeretnek és összeházasodnak. Kázmér állást talál, komornyik lesz Tormay úr házában. Suzanne ugyanitt helyezkedik el könyvtárosnőként. Kázmér egykori menyasszonya, Házy Margit látogatásakor azonban itt is lelepleződik származása. Tormay úr elbocsátja komornyikját, de aztán rögtön rangjához illő titkári állást ajánl neki. Suzanne féltékeny Házy Margitra, azt hiszi, Kázmér még mindig őt szereti. Elhagyja a házat és új állás után néz. Pepi azonban ismét összehozza a fiatalokat, s hamarosan kiderül, hogy Suzanne kisbabát vár.
|  | Itt a vége a cselekmény részletezésének! |

## Szereplők
- Suzanne, francia nevelőnő – Tolnay Klári
- gróf Kátay Kázmér – Jávor Pál
- hajógyári igazgató – Gózon Gyula
- igazgatói titkár – Tamás József
- Pepi – Mály Gerő
- gyártulajdonos – Köpeczi-Boócz Lajos
- a titkára – Lázár Tihamér
- Cserép Mihály, nyelvtanár – Pethes Sándor
- Tormay tekintetes úr – Mihályffy Béla
- Péter, inas – Misoga László
- Julis, szakácsnő – Somogyi Nusi
- Leó, pincér – Dénes György
- raktáros – Gárday Lajos
- Házy Margit – Szaplonczay Éva
- Falussy István, Barna Anci, Károlyi István, Zilahy Pál